# 斯韦特拉亚 (滨海边疆区)
斯韦特拉亚（羅馬化：Svetlaya）是俄罗斯滨海边疆区的市级镇，属捷尔涅伊区，地处滨海边疆区东北部，位于日本海沿岸斯韦特拉亚河入海口处附近，在区行政中心捷尔涅伊及边疆区首府符拉迪沃斯托克（海参崴）东北方。
该地2022年人口有503人；2010年人口925；2002年人口1,136；1989年人口1,110。